# Hypophthalmus
Hypophthalmus (Гіпофтальмус) — рід прісноводних риб родини Пласкоголові соми ряду сомоподібні. Має 4 види. Раніше риби даного роду виділялися в окрему родину. Наукова назва походить від грецьких слів hypo, тобто «під», та ophthalmos — «око».

## Опис
Загальна довжина представників цього роду коливається від до 57 см. Голова помірної довжини, сплощена зверху. Очі маленькі, розташовані з боку в середині голови. Є 3 пари вусів, з яких 1 пара на верхній щелепі — найдовша, 2 пари на нижній щелепі — короткі. На щелепах відсутні зуби. Зяброві тичинки довгі. Тулуб стиснуто з боків. Позбавлено луски. Скелет складається з 64—66 хребців. Спинний, грудні та черевні плавці мають коротку основу, у них відсутні шипи. Жировий плавець маленький. Анальний плавець доволі довгий. Задній край хвостового плавця глибоко вирізано або з виїмкою.

## Спосіб життя
Це пелагічними риби. Зустрічаються у великих і середніх притоках на різних глибинах. Воліють м'які мулисті ґрунти. Живляться зоо- і фітопланктоном (кладоцерами, рачками, остракодами), проціджуючи його через спеціальні пластини, розташовані в глотці. Також споживає органічні рештки.
Розмножуються з лютого по квітень. Самиця відкладає від 50 до 100 тис. яєць у залежності від ваги тіла. Молодь підростає в низов'ях річок, потім спливає вище річкою.
Є об'єктами місцевого рибальства.

## Розповсюдження
Мешкають у басейнах річок Амазонка, Оріноко, Ріо-Негро і Парана (в межах Бразилії, Венесуели, Аргентини). Також зустрічаються у прибережних річках Французької Гвіани, Суринаму та Гаяни.

## Види
- Hypophthalmus edentatus
- Hypophthalmus fimbriatus
- Hypophthalmus marginatus
- Hypophthalmus oremaculatus